# Миллер, Эндрю
Эндрю Брук Миллер (англ. Andrew Miller; род. 29 апреля 1960[…], Бристоль) — английский писатель.

## Биография
Миллер родился в Бристоле. Вырос в Вест-Кантри, некоторое время жил в Испании, Японии, Ирландии и Франции. Получил образование в школе Dauntsey’s School, а после получения первого класса по английскому языку в Мидлсекском университете в 1991 году окончил магистратуру по творческому письму в Университете Восточной Англии. В 1995 году написал докторскую диссертацию по критическому и творческому письму в Ланкастерском университете. За свою первую книгу «Жажда боли» получил три награды: Мемориальную премию Джеймса Тейта Блэка, Дублинскую литературную премию, Премию Гринцане Кавур. Книга была переведена на 36 языков. В 2001 году роман «Кислород» вошёл в шорт-лист Букеровской премии и получил Премию Коста. В 2011 году роман «Чистота» получил две Премии Каста. В настоящее время Миллер живёт в Witham Friary в Сомерсете со своей дочерью Фридой.